# Synagoga Tempel w Żywcu

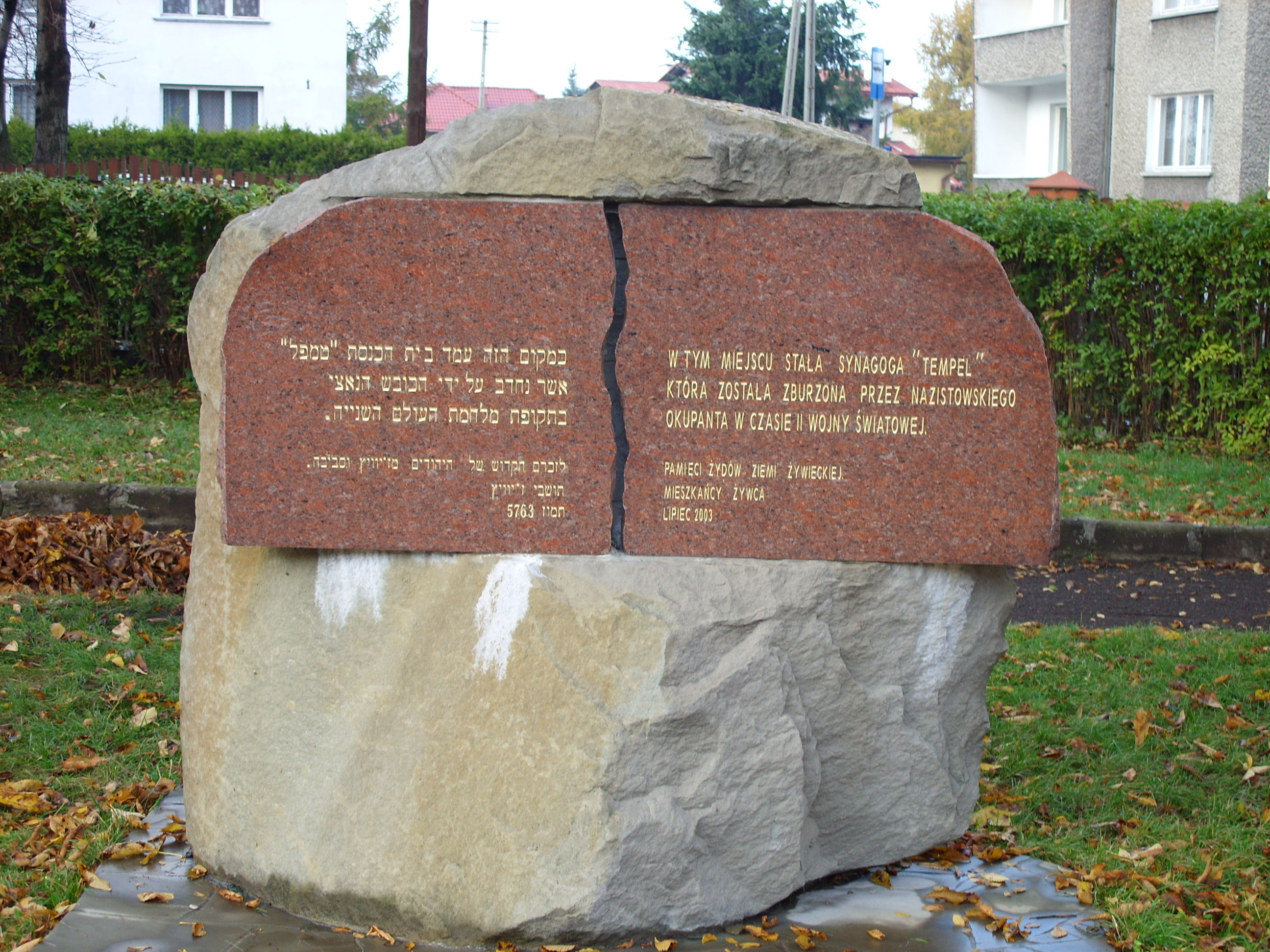
Obelisk upamiętniający synagogę Tempel

Synagoga Tempel w Żywcu – nieistniejąca synagoga reformowana, która znajdowała się w obecnej dzielnicy Zabłocie, między ulicami Dworcową i Wesołą.

## Historia
Synagoga została zbudowana w połowie XIX wieku wraz ze stojącymi obok niej budynkami mykwy, Żydowskiego Domu Ludowego, Żydowskiej Szkoły Powszechnej i innych pomniejszych. Jej wygląd zbliżony był do Synagogi Tempel w Krakowie. 
Na ścianie synagogi zlokalizowanej od strony szkoły żydowskiej umieszczone było troje drzwi wejściowych, do których prowadziły trzy stopnie. W znajdującym się wewnątrz holu po prawej stronie umiejscowiona była umywalka do dokonywania rytualnych obmyć, natomiast po lewej stronie holu znajdowała się szafa, w której umieszczone zostały modlitewniki. W sali głównej synagogi w dwóch rzędach ustawione zostały ławki, a przejścia między nimi prowadziły do znajdującej się na podwyższeniu bimy, gdzie odczytywane były zwoje Tory. Po obu stronach bimy ulokowane były kolejne ławki, które przeznaczono dla osób pełniących najważniejsze funkcje w miejscowej gminie wyznaniowej. Za bimą stała szafa Aron ha-kodesz, gdzie przechowywane były zwoje Tory. Z lewej strony Aron ha-kodesz ustawiona została znacznych rozmiarów menora, natomiast po prawej stronie szafy znajdowało się miejsce, gdzie siadali rabin oraz kantor. Ściana z Aron ha-kodesz zwrócona była w stronę Jerozolimy. Ponadto nad główna salą znajdował się babiniec w formie balkonu sięgającego ⅓ jej długości, na którym zostały umieszczone ustawione w różnych kierunkach ławki. Na babiniec prowadziły schody z holu synagogi. 
Podczas II wojny światowej hitlerowcy zburzyli synagogę i stojące wokół niej zabudowania, co nastąpiło w latach 1940–1943. Po zakończeniu wojny na ich miejscu wzniesione zostały budynki Zespołu Szkół Budowlano-Drzewnych. Do czasów współczesnych zachowały się drzewa otaczające dawniej synagogę.
7 lipca 2003 roku na placu gdzie stała synagoga odsłonięto pomnik autorstwa Mirosława Ciślaka, upamiętniający istnienie synagogi. Całość stanowi głaz piaskowca o masie czterech ton, w który zamontowano dwie tablice z brązowego granitu ze złotymi napisami w języku polskim i hebrajskim, o treści: 
„W tym miejscu stała synagoga „Tempel” która została zburzona przez nazistowskiego okupanta w czasie II wojny światowej. Pamięci Żydów ziemi żywieckiej – mieszkańcy Żywca – lipiec 2003”.
W 2001 roku Gmina Wyznaniowa Żydowska w Bielsku-Białej wystąpiła o ugodę do starostwa powiatowego w sprawie terenu, na którym stała synagoga i inne gminne zabudowania. W zamian za działkę powiat miałby wyremontować cmentarz żydowski w Żywcu, na którym prace wyceniono na około 150 tysięcy złotych. Wkrótce powiat wystąpił do wojewody śląskiego, a później do Ministerstwa Spraw Wewnętrznych i Administracji o dotację na sfinansowanie przedsięwzięcia.
W styczniu 2002 roku, choć resort wydał zgodę, Ministerstwo Finansów nie udzieliło kontrasygnaty i do wypłaty nie doszło. Na początku 2004 roku gmina żydowska przegrała postępowanie sądowe w sprawie terenu.